# Вишенка на гранатовом дереве
Вишенка на гранатовом дереве (кит. упр. 石榴树上结樱桃) — китайский кинофильм 2012 года, снятый по одноименному роману 2004 года известного писателя Ли Эра. Премьера фильма состоялась 20 июня 2012 года в Москве на 34-м международном кинофестивале. Дебютный фильм театрального режиссёра Чэня Ли.

## Сюжет
Фильм рассказывает историю женщины, пытающейся сохранить должность деревенской старосты на местных выборах. Однако сельская жизнь бурлит и остаться на посту будет непросто…

## В ролях
- Чуньлин Ши
- Ли Нин
- Тинжу Мяо
- Ган Чжан
- Юйцинь Чжоу
- Чэнь Дан
- Чунлянь Го

## Отзывы
Алексей Гусев (дневник фестиваля на сайте «Сеанс»): «Чень Ли, ничтоже сумняшеся пытающийся повенчать классический неспешный неоверизм Чжан Имоу (образца „Ни одним меньше“) с повествовательным трюкачеством Гая Ритчи, до такой степени несведущ в самых азах киноязыка, что все его авторские „интенции“ и „месседжи“, каковы бы они ни были, остаются темны и туманны. Возможно, ему действительно было, что сообщить о нравах китайской деревни. Но, увы, для этого надо хотя бы уметь склеить два кадра встык. Фильм Чень Ли, участник конкурса 34-го Московского кинофестиваля, выказывает уже даже не неумелость — полную профнепригодность автора.»

## Награды
- Участник конкурсной программы Московского международного кинофестиваля (2012).